# Juanita (2025)
Juanita ist ein spanischer Kurzfilm für Kinder unter der Regie von Karen Joaquín und Uliane Tatit aus dem Jahr 2025. Der Film feierte im Februar 2025 auf der Berlinale seine Weltpremiere in der Sektion Berlinale Generation Kplus.

## Handlung
Die zwölfjährige Südamerikanerin Juanita lebt seit kurzem in Barcelona. Die Schönheitsnormen, mit denen sie in ihrer alten Heimat von klein auf konfrontiert war, üben auch in Katalonien Druck auf sie aus. Zwischen den Erwartungen ihrer Umgebung und ihrem Selbstbild besteht ein Konflikt. Juanita idealisiert dennoch die Freiheit, die europäische Frauen haben. Aber ihre Erwartungen an diese Unabhängigkeit geraten ins Wanken, als sie zu einer Hausparty am Pool eingeladen wird. Denn sie muss feststellen, dass nicht nur sie gewachsen ist, sondern auch Haare an ihren Beinen, die dem weiblichen Schönheitsideal nicht entsprechen.

## Produktion

### Filmstab
Regie führten Karen Joaquín und Uliane Tatit, gedreht wurde in Barcelona.

### Produktion und Förderungen
Produktionsfirma war die Aguacate & Calabaza Films. Gefördert wurde der Film vom Institut Català de les Empreses Culturals (ICEC). 

### Dreharbeiten und Veröffentlichung
Der Film feierte im Februar 2025 auf der Berlinale seine Weltpremiere in der Sektion Berlinale Generation Kplus.

## Auszeichnungen und Nominierungen
- 2025: Internationale Filmfestspiele Berlin